# Servicio de Salud de las Islas Baleares
El Servicio de Salud de las Islas Baleares (en catalán, Servei de Salut de les Illes Balears)  o IB-Salut es el organismo encargado del sistema de prestaciones sanitarias públicas en la comunidad autónoma española de Islas Baleares, integrado en el Sistema Nacional de Salud creado en 1986, y que sustituyó al Insalud.